# Commune fusionnée de Wörrstadt
La Commune fusionnée de Wörrstadt est une municipalité allemande située dans le land de Rhénanie-Palatinat et l'Arrondissement d'Alzey-Worms.

## Source
- (de) Cet article est partiellement ou en totalité issu de l’article de Wikipédia en allemand intitulé « Verbandsgemeinde Wörrstadt » (voir la liste des auteurs).